# Brian Boyd

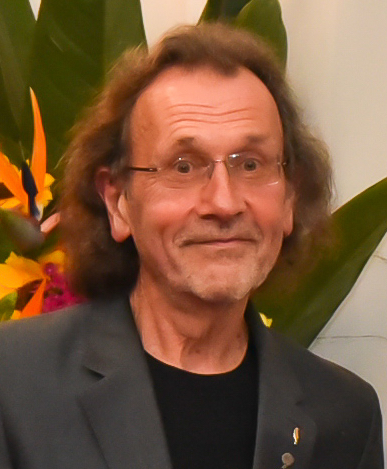
Brian Boyd, 2020

Brian David Boyd (* 30. Juli 1952 in Belfast) ist ein neuseeländischer Literaturwissenschaftler, bekannt für Arbeiten zu Vladimir Nabokov. Er ist emeritierter Professor an der University of Auckland.

## Leben
Boyd zog 1957 mit seiner Familie nach Neuseeland. Er studierte Anglistik und Amerikanistik an der University of Canterbury in Christchurch mit dem B.A. und M.A. Abschluss. 1979 wurde er an der University of Toronto mit einer Dissertation über den Roman Ada oder Das Verlangen von Nabokov promoviert. 1980 wurde er Lecturer an der University of Auckland. Von 1979 bis 1981 katalogisierte er auf Einladung von Nabokovs Witwe Véra den Nachlass von Nabokov. 1990/91 erschien seine zweibändige Nabokov-Biographie.
Er gab Werkausgaben von Nabokov heraus (für die Library of America 1996), dessen Briefe an seine Frau Véra (Penguin Classics, wofür er 2014 den Guardian Book of the Year Award erhielt) und dessen entomologische Schriften über Schmetterlinge (mit dem Entomologen Robert Michael Pyle). Mit seinem Buch On the origin of stories gilt er als Vertreter evolutionstheoretischer Literaturkritik, die er auch auf die Sonnette von Shakespeare anwandte (sowie auf Jane Austen, Dr. Seuss, Homer, Nabokov, Art Spiegelman). Nach Boyd entsteht Kunst und speziell das Erzählen von Geschichten aus dem Spiel und ist eine spezifische Methode evolutionärer Anpassung.
Für seine Nabokov-Biographie erhielt er den Einhard-Preis. Außer über Nabokovs vielleicht komplexesten Roman Ada veröffentlichte er auch eine Monographie über dessen Roman Fahles Feuer.
Er arbeitet an einer Biographie von Karl Popper.

## Schriften (Auswahl)

### Als Autor
- Nabokov’s Ada. The Place of Consciousness. 2. Auflage. Cyberedition, Christchurch 2002, ISBN 1-877275-30-1 (zugl. Dissertation, Universität Toronto 1979)
  - Russische Übersetzung. 2013
- Vladimir Nabokov, The Russian Years. Vintage, London 1993, ISBN 0-09-986220-4 (EA London 1990)
  - Deutsch: Vladimir Nabokov, Die russischen Jahre 1899–1940. Rowohlt, Reinbek 1999, ISBN 3-498-00564-2 (übersetzt von Uli Aumüller und Hans Wolf)
- Vladimir Nabokov, The American Years. Chatto & Windus, London 1992.
  - Deutsch: Vladimir Nabokov, Die amerikanischen Jahre 1940–1977. Rowohlt, Reinbek 2005, ISBN 3-498-00565-0 (übersetzt von Hans Wolf und Ursula Locke-Groß)
- Nabokov’s „Pale Fire“. The Magic of Artistic Discovery. University Press, Princeton 1999, ISBN 0-691-00959-7.
- On the Origin of Stories. Evolution, Cognition, and Fiction. Belknap Press, Cambridge, Mass. 2009, ISBN 978-0-674-03357-3.
- Why Lyrics Last. Evolution, Cognition and Shakespeare's Sonnets. Harvard University Press, Cambridge, Mass. 2012, ISBN 978-0-674-06564-2.
- Stalking Nabokov. Selected Essays. Columbia University Press, New York 2011, ISBN 978-0-231-15856-5.

### Als Herausgeber
- mit Robert M. Pyle: Nabokov’s butterflies. Unpublished and Uncollected writings. Beacon Press, Boston, Mass. 2000, ISBN 0-8070-8540-5.
- mit Stanislav A. Shvabrin: Verses and Versions. Three Centuries of Russian Poetry Selected and Translated by Vladimir Nabokov. Harcourt, Orlando, Fl. 2008, ISBN 978-0-15-101264-0.
- mit Joseph Carroll und Jonathan Gottschall: Evolution, Literature and Film. A Reader. University Press, New York 2010, ISBN 978-0-231-15018-7.
- mit Olga Voronina: Briefe an Véra. Rowohlt, Reinbek 2017, ISBN 978-3-498-04661-3 (übersetzt von Ludger Tolksdorf)
- mit Marijeta Bozovic: Nabokov upside down. University Press, Evanston, Il. 2017, ISBN 978-0-8101-3451-5.